# Dacnusa marica
Dacnusa marica är en stekelart som först beskrevs av Nixon 1948.  Dacnusa marica ingår i släktet Dacnusa och familjen bracksteklar. Inga underarter finns listade i Catalogue of Life.